# Ivan Jefimovič Troščinski
Ivan Jefimovič Troščinski (rusko Иван Ефимович Трощинский), ruski general, * 1783, † 1832.
Bil je eden izmed pomembnejših generalov, ki so se borili med Napoleonovo invazijo na Rusijo; posledično je bil njegov portret dodan v Vojaško galerijo Zimskega dvorca.

## Življenje
12. aprila 1799 je vstopil v vojaško službo kot kadet. 15. marca 1801 je bil povišan v poročnika in premeščen v Leib huzarski polk. Leta 1805 in 1807 je sodeloval v bitki pri Austerlitzu. 
11. avgusta 1809 je bil povišan v polkovnika in 15. septembra 1813 v generalmajorja. 8. januarja 1814 je postal poveljnik Lubenskega huzarskega polka. 
Po vojni je bil poveljnik 2. brigade 2. ulanske divizije, 19. julija 1818 je postal poveljnik Ukrajinske ulanske divizije, in 28. novembra 1823 poveljnik 3. ulanske divizije.
22. avgusta 1826 je bil povišan v generalporočnika in 3. aprila naslednjega leta je postal poveljnik 4. ulanske divizije.
18. januarja 1828 je bil upokojen zaradi starih ran.